# Бурновка (деревня)
Бурновка — деревня в Бугурусланском районе Оренбургской области в составе Пилюгинского сельсовета.

## География
Находится на расстоянии примерно 40 километров по прямой на юг от центра города Бугуруслан.

## История
Основана в начале XIX века помещиком Бурно.

## Население
Население составляло 115 человека в 2002 году (русские 71%), 50 по переписи 2010 года.